# لیتگو، نیو ساوت ولز
لیتگو، نیو ساوت ولز (به انگلیسی: Lithgow) شهری در استرالیا است که در City of Lithgow واقع شده‌است.

## نگارخانه

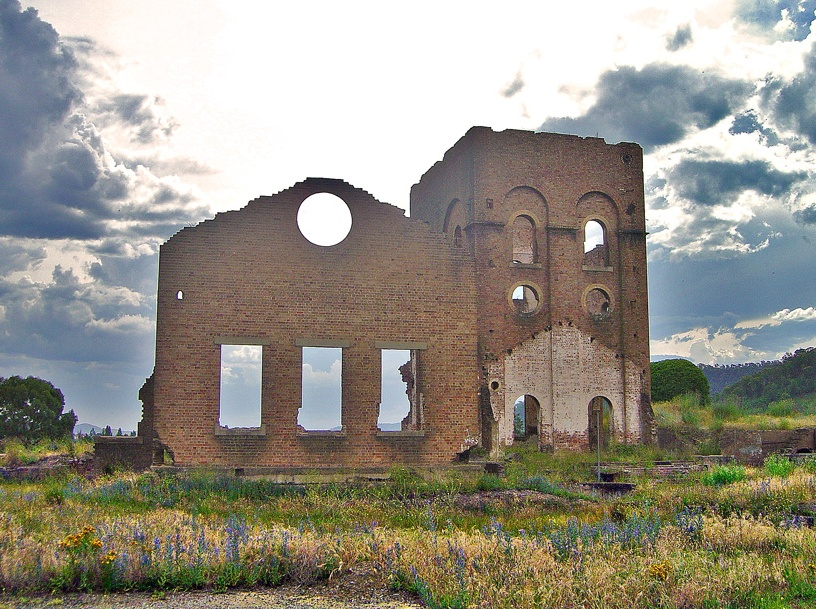
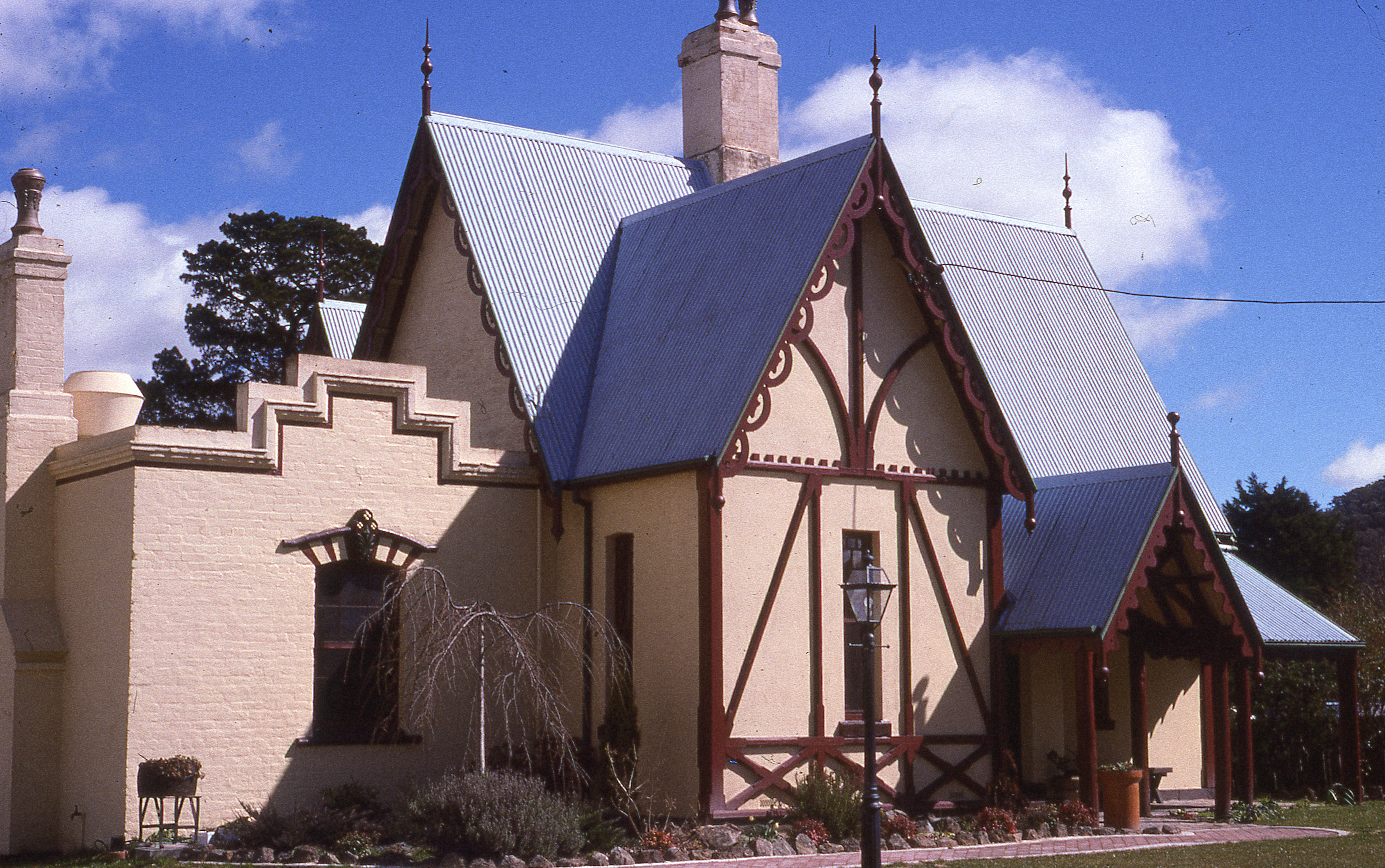
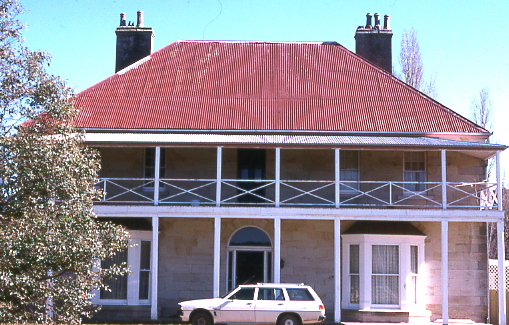
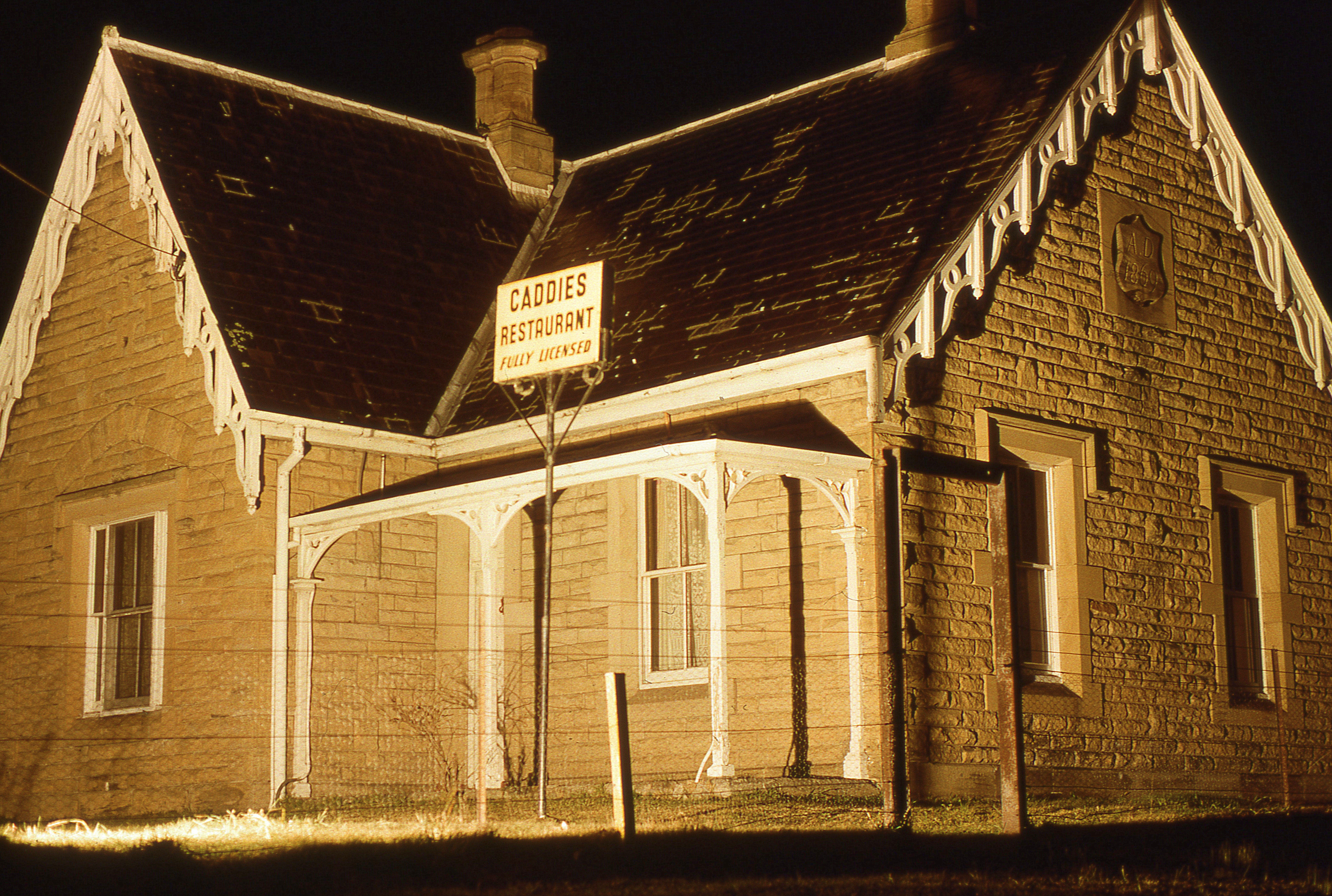
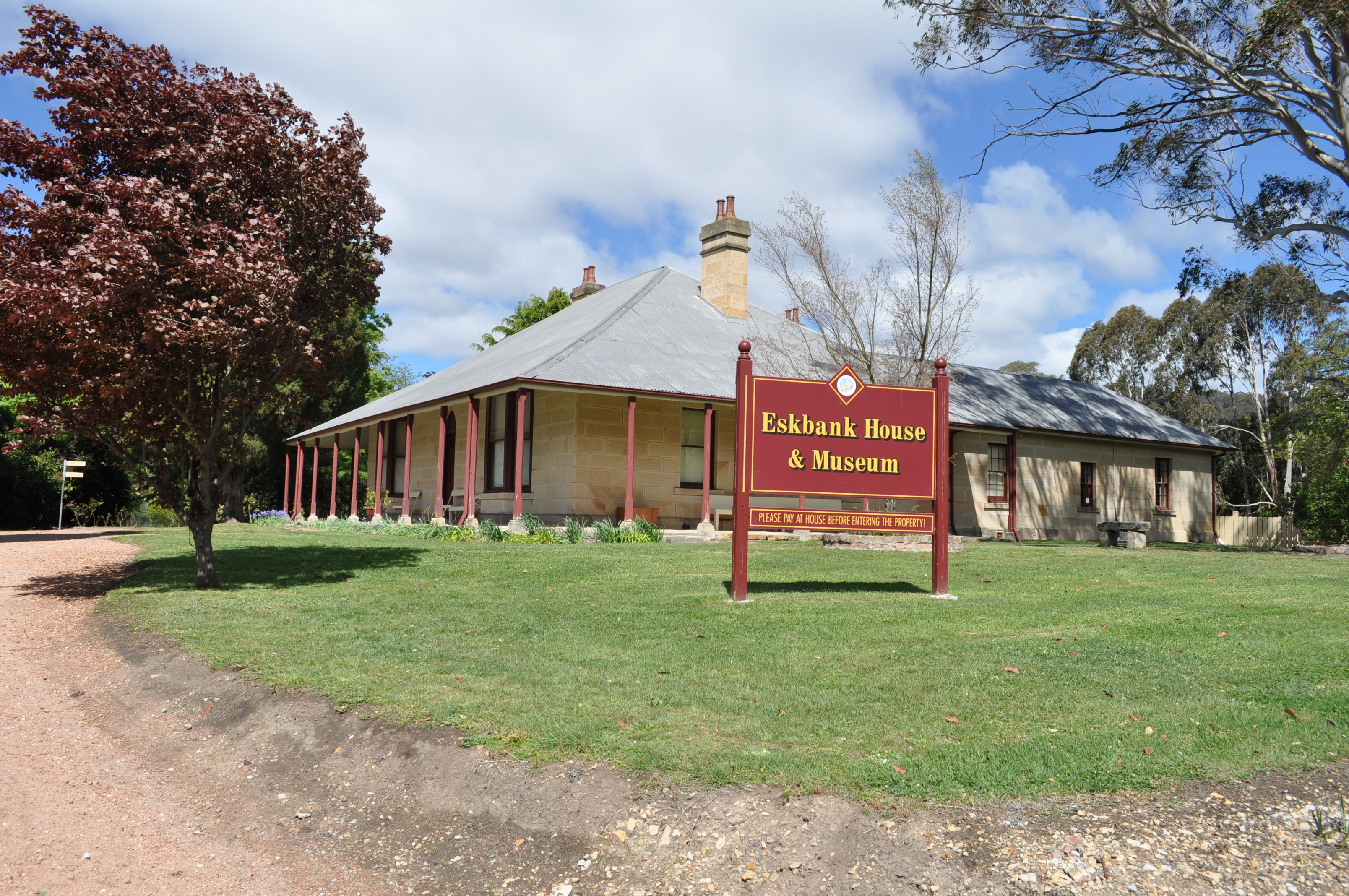
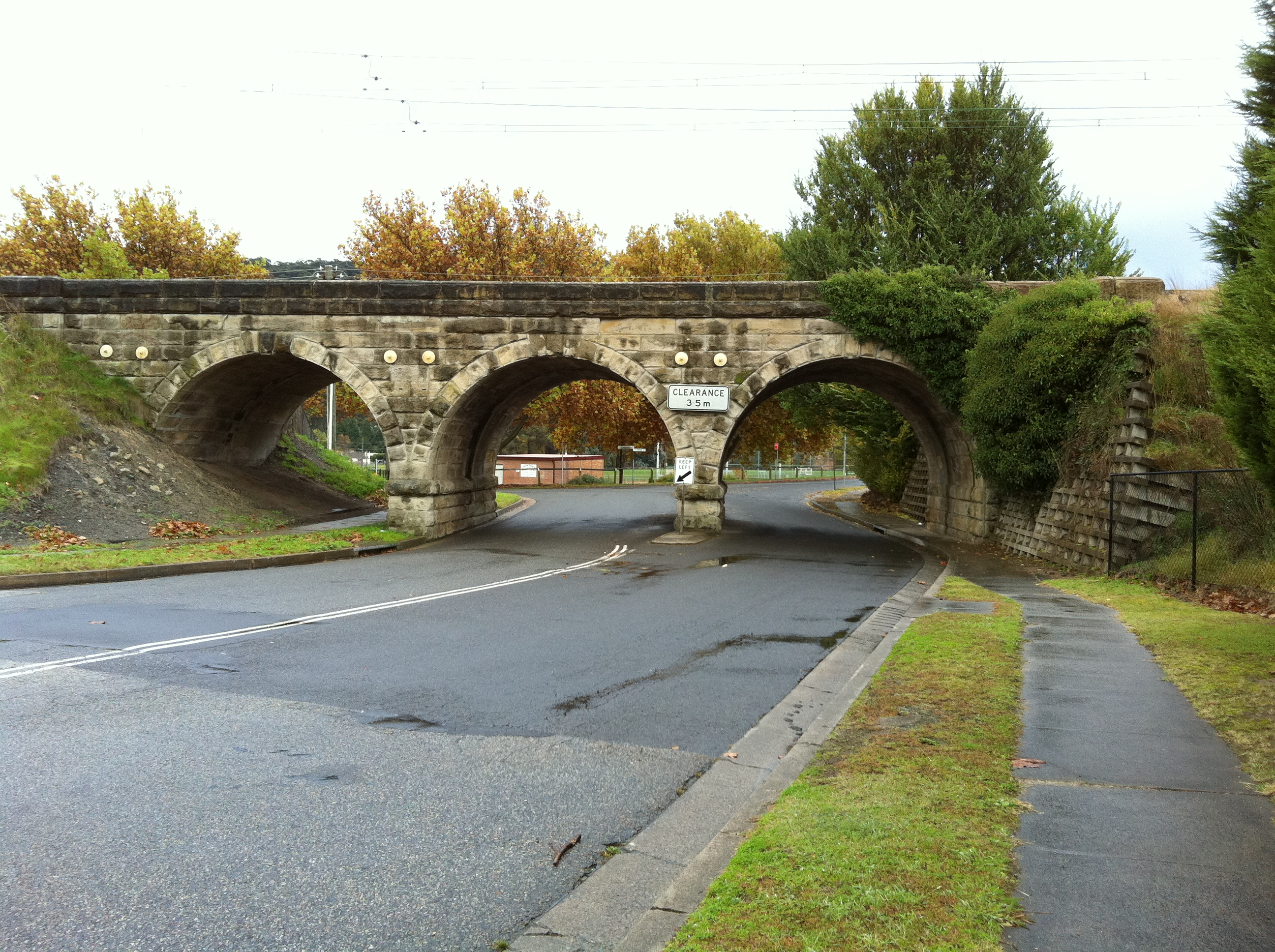
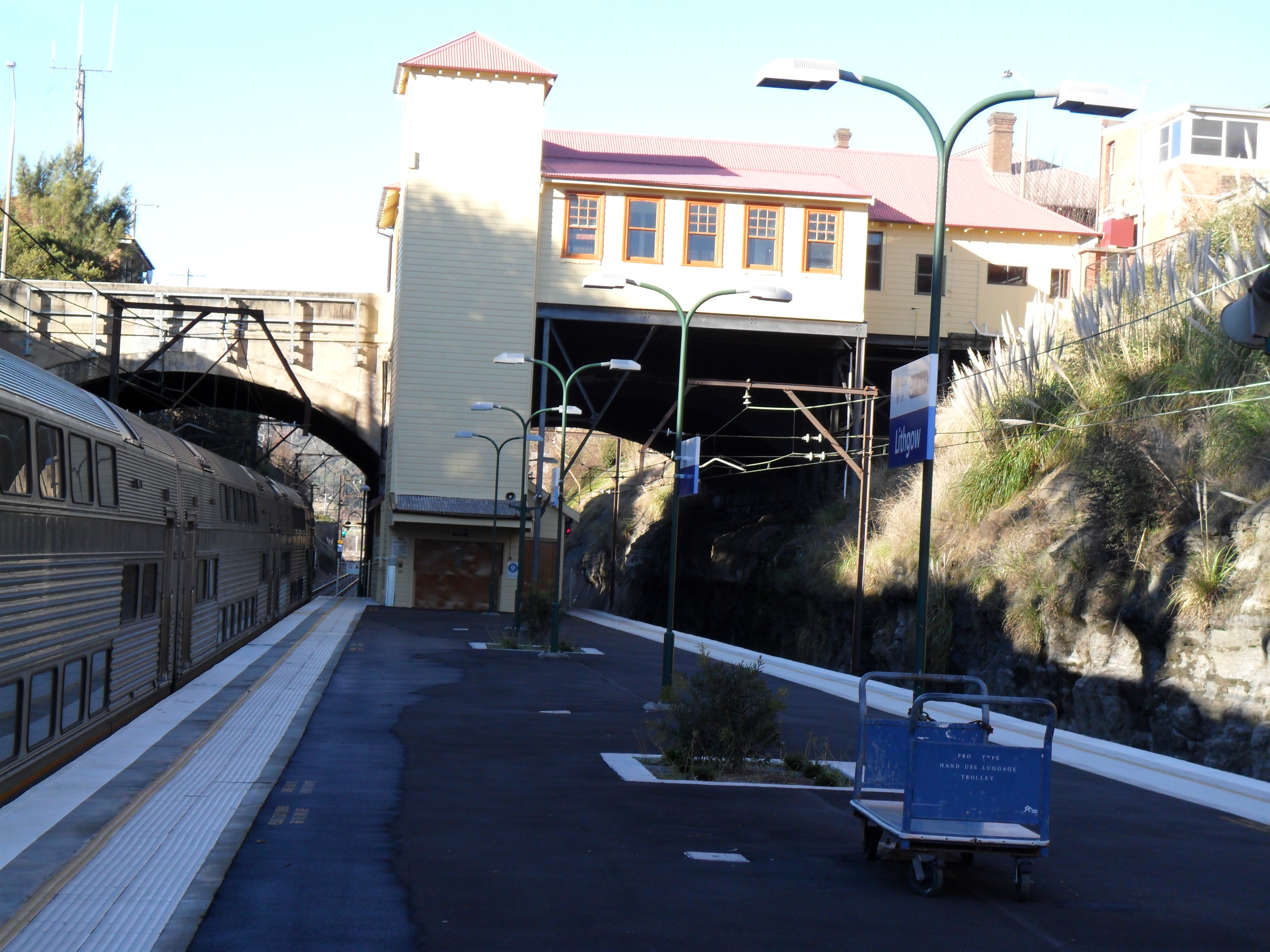
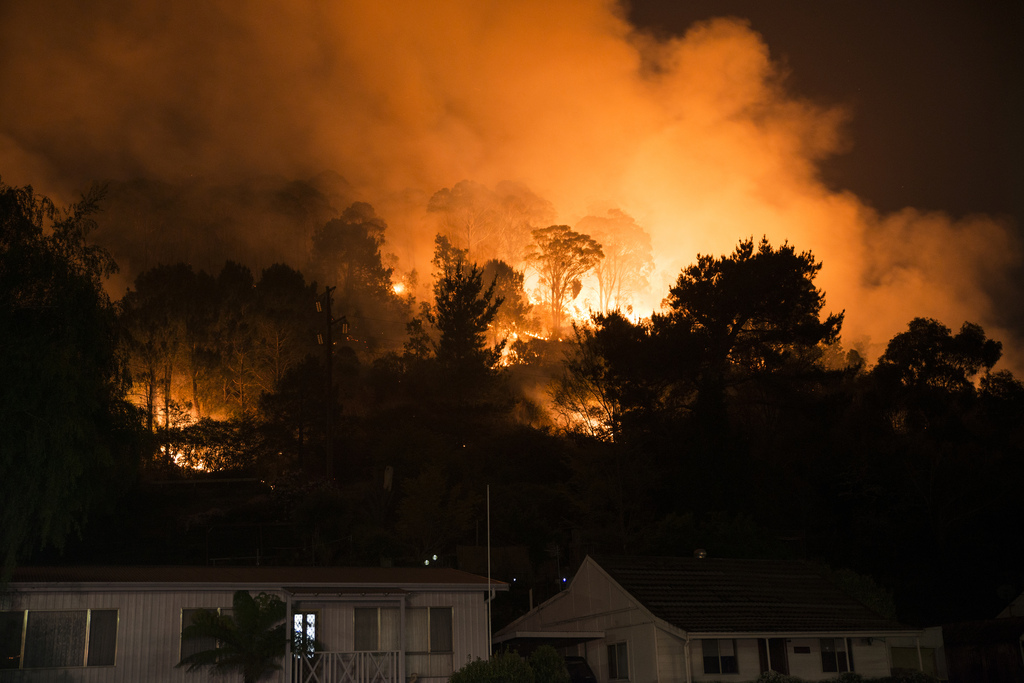